# Татарска енциклопедия
Татарската енциклопедия (на татарски: Татар энциклопедиясе, на руски: Татарская энциклопедия) е универсално справочно-енциклопедично издание в 7 тома, издавано в Република Татарстан в Руската федерация.
В нея по азбучен ред е публикувана информация за административната структура, историята, науката и културата на Р. Татарстан, както и за обществено-политическия живот, изкуството, архитектурата, икономическото развитие и екологичните и климатичните условия. Енциклопедията съдържа кратки биографии на хора, които са допринесли значително за историята на развитието на Република Татарстан. Главен редактор е Мансур Хасанов.

## История
Работата по създаването на енциклопедията започва през 1989 г., когато е приет декретът „За подготовката и публикуването на Татарската съветска енциклопедия“. Научни публикации в енциклопедията се правят от Института на татарската енциклопедия на Академията на науките на Република Татарстан.